# Niklas Kiel
Niklas Kiel (* 4. September 1997 in Herford) ist ein ehemaliger deutscher Basketballspieler. Kiel galt als eines der größten deutschen Nachwuchstalente und wurde 2012 mit der Jugendmannschaft der Paderborn Baskets Meister der deutschen Jugend-Basketball-Bundesliga (JBBL); ein Jahr später wurde er als Most Valuable Player (MVP) der JBBL-Saison ausgezeichnet. Zur Saison 2014/15 wechselte der Jugend-Nationalspieler zum Erstligaverein Skyliners Frankfurt, bei dem er nach Verletzungsproblemen von Mannschaftskameraden bereits in einzelnen Spielen der höchsten deutschen Spielklasse eingesetzt wurde. Im Rahmen des NBA All-Star Weekends 2015 war Kiel als einer von 40 Spielern weltweit und wurde damit als erster deutscher Spieler zum erstmals ausgetragene Global Camp der gemeinsamen FIBA- und NBA-Initiative Basketball without Borders eingeladen.

## Karriere
Kiel wechselte 2010 in das kooperative Nachwuchsprojekt Talentoffensive OWL des ehemaligen Erstligisten Paderborn Baskets, wo er in der Jugendmannschaft in der Jugend-Basketball-Bundesliga (JBBL) aktiv wurde. 2012 gewann Kiel mit der Nachwuchsmannschaft die Meisterschaft der JBBL. Ein Jahr später wurde Kiel 2013 als JBBL-Spieler der Saison ausgezeichnet, nachdem er ein Double-Double im Durchschnitt pro Spiel von knapp 27 Punkten und 19 Rebounds erzielt hatte, doch seine Mannschaft verpasste als Titelverteidiger den erneuten Einzug ins Endturnier. Dieses erreichte Kiel ein Jahr später als NBBL-„Rookie des Jahres“ mit der Junioren-Mannschaft der Paderborn Baskets in der Nachwuchs-Basketball-Bundesliga (NBBL), doch im Halbfinale verlor man gegen den Titelverteidiger Team Urspring.
Zur Saison 2014/15 wechselte Jugend-Nationalspieler Kiel, der im Herrenbereich bislang nur in der Regionalliga für seinen Stammverein aus Herford aktiv war, zum Erstligisten Skyliners Frankfurt. Hier war er zunächst neben der Juniorenmannschaft von Eintracht Frankfurt in der NBBL für die Reservemannschaft Junior Skyliners, bei der unter anderem der erfahrene ehemalige Paderborner Erstligaspieler Marius Nolte zu seinen Mannschaftskameraden zählte, in der dritthöchsten Herren-Spielklasse ProB vorgesehen, doch nach Verletzungsproblemen in der Erstligamannschaft kam Kiel bereits in der Hinrunde der Basketball-Bundesliga 2014/15 zu einem ersten Einsatz in der höchsten deutschen Spielklasse. Im Januar 2015 nahm Kiel im Rahmenprogramm des All-Star Games der Bundesliga wie ein Jahr zuvor erneut am All-Star Game der NBBL teil und wurde, nachdem er ein Jahr zuvor noch knapp die Teilnahme am Einlagespiel im Jordan Brand Classic verpasst hatte, zum Global Camp der gemeinsamen FIBA/NBA-Initiative Basketball without Borders eingeladen, das erstmals im Rahmen des NBA All-Star Weekends 2015 in New York City für Spieler des Jahrgangs 1997 stattfand. An diesem nahm Kiel als einer von 40 Nachwuchsspielern weltweit als einziger deutscher Spieler teil. 2016 gewann er mit Frankfurt den FIBA Europe Cup. Im Mai 2017 wurde er in den Kader der deutschen U20-Nationalmannschaft berufen.
Bei der U20-Europameisterschaft im Sommer 2017 erreichte er mit der deutschen Mannschaft den siebten Gesamtrang und erzielte im Schnitt 4,1 Punkte je Begegnung. Aufgrund von Gehirnerschütterungen Kiels teilte seine Frankfurter Mannschaft im August 2019 mit, die Saison 2019/20 zunächst ohne ihn zu planen. Nach insgesamt drei Gehirnerschütterungen litt er zeitweilig unter Kopfschmerzen und Gleichgewichtsstörungen. Er musste sich einer Therapie unterziehen, die Nachwirkungen der Gehirnerschütterungen machten letztlich das Betreiben von Leistungssport unmöglich. In der Sommerpause 2020 beendete Kiel im Alter von 22 Jahren aus gesundheitlichen Gründen seine Leistungssportlaufbahn.